# Jimmy Durante

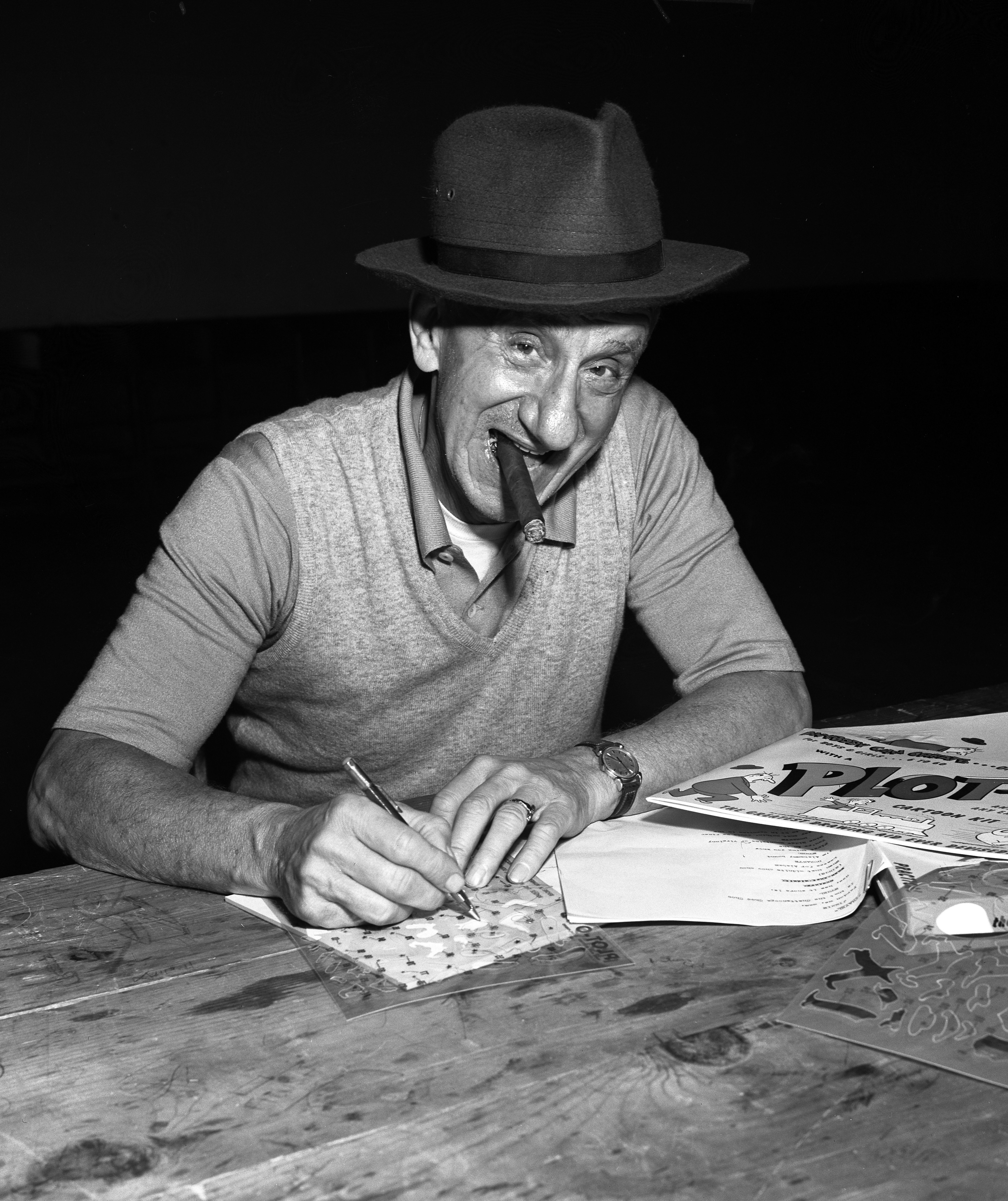
Jimmy Durante (1953)

James Francis „Jimmy“ Durante (* 10. Februar 1893 in New York City, New York; † 29. Januar 1980 in Santa Monica, Kalifornien) war ein US-amerikanischer Komiker, Radiomoderator, Schauspieler, Band-Leader, Pianist und Sänger.

## Leben
Durante stammte aus dem Milieu der Arbeiterklasse der Bowery in der Lower East Side von New York City und war das jüngste von vier Kindern eines aus Italien eingewanderten Friseurs. Er verließ früh die Schule, um ab etwa 1911 als Ragtime-Pianist („Ragtime Jimmy“) aufzutreten (z. B. im Coney Island College und im Alamo Club in Harlem). Die Ankunft der Original Dixieland Jass Band 1917 beeindruckte ihn so stark, dass er für seine Auftritte eine ähnliche Jazzband zusammenstellte, Durantes Jazz and Novelty Band, die 1918 unter Leitung von Frank Christian als Original New Orleans Jazz Band und 1920, nachdem er die Leitung übernommen hatte, als Jimmy Durantes Jazzband aufnahmen.

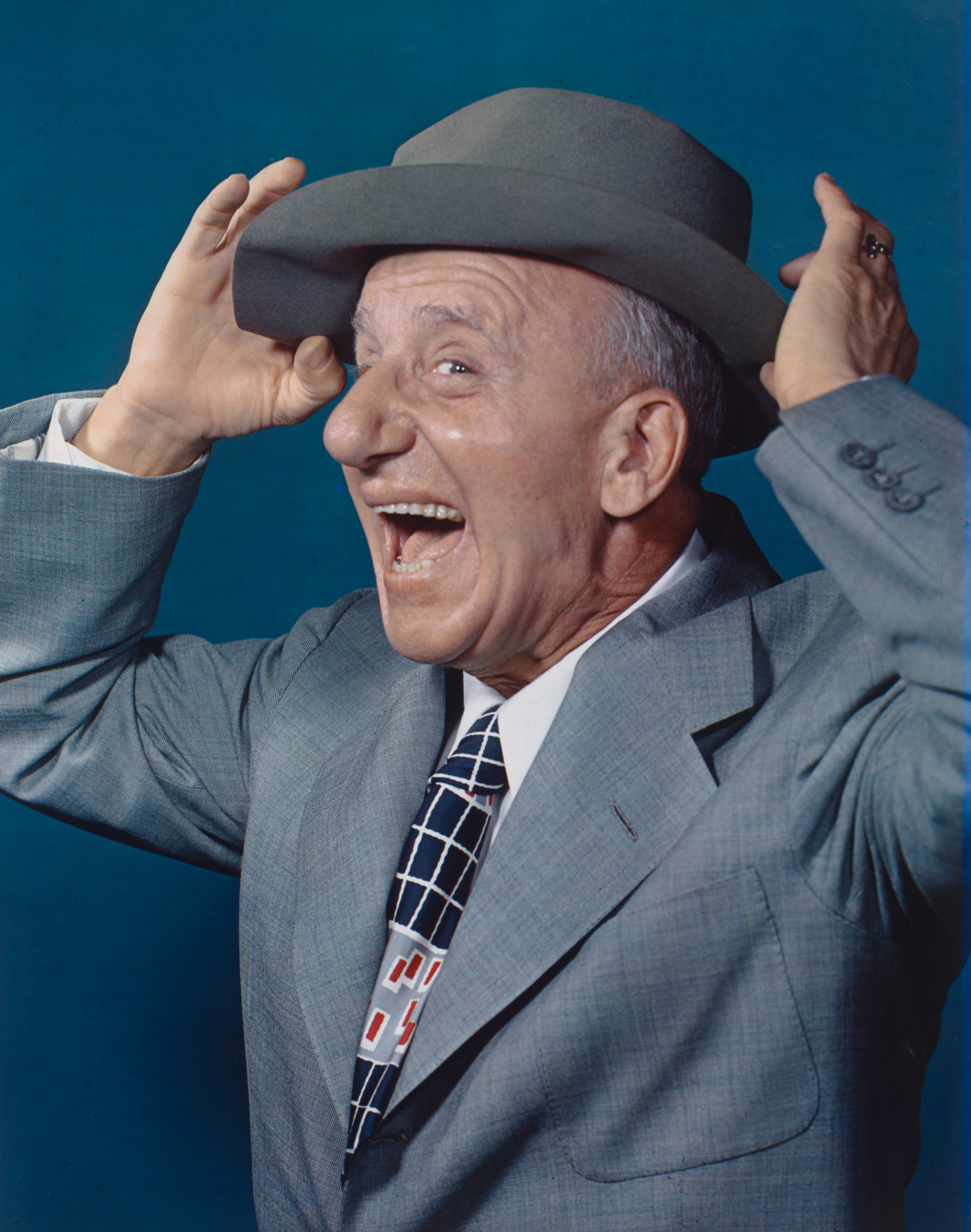
Durante (1948)

In seinen Auftritten setzte er schon seine typische komische Note, in dem er mitten im Spiel unterbrach, um Witze zu erzählen und auf „Provokationen“ aus dem Publikum zu reagieren. Seine Kennzeichen als Komiker waren ein überschwängliches Auftreten, Wortverdrehungen und -entstellungen und häufige Witze über seine große Nase, was ihm den Spitznamen „Schnozzola“ einbrachte (mit Schnozzola war seine Nase gemeint). Mitte der 1920er Jahre wurde er mit dem Trio „Clayton, Jackson und Durante“ (mit seinen engen Freunden Lou Clayton und dem Tänzer Eddie Jackson) zum Vaudeville- und Radiostar. Mit ihnen war er in Harlem während der Alkoholprohibition auch Mitbesitzer eines Speakeasy („Club Durant“). 
1928 schafften sie es mit Auftritten im New York Palace endgültig „uptown“. In den 1930er Jahren trat er auch erfolgreich am Broadway auf (1929 in der Ziegfeld-Show Show Girl und dann besonders erfolgreich 1935 im Billy-Rose-Musical Jumbo, auch 1962 verfilmt) und begann seine Filmkarriere (1929 mit Roadhouse Nights) mit einem Fünfjahresvertrag von Metro-Goldwyn-Mayer. Weniger erfolgreich war er mit dem ganz anders ausgerichteten Buster Keaton als Partner in einer Reihe von MGM-Komödien in den 1930er-Jahren. Als Nebendarsteller war er in Filmen wie The Man Who Came to Dinner (1942, Regie William Keighley) und It’s a Mad, Mad, Mad, Mad World (1963, Regie Stanley Kramer) zu sehen. 1969 fungierte Durante als Erzähler in Frosty the Snowman, einem in den USA sehr populären Weihnachts-Zeichentrickfilm für Kinder.
Ab 1933 bekam er eine eigene Radioshow. Sein Hit von 1934 Inka Dinka Doo wurde für den Rest seiner Karriere zu seiner persönlichen Erkennungsmelodie. Besonders erfolgreich war er im Duo mit Eddie Jackson in den 1940er Jahren, mit dem er einige 78er für Majestic einspielte; in dieser Zeit trat er mit Frank Sinatra auch für die Sender der US Army auf. 1950 war er im Fernsehen, z. B. als häufiger Gast in Tallulah Bankheads The Big Show, häufig im Duo mit dem Komiker Danny Thomas zu sehen. Durante trat bis in die 1970er Jahre beispielsweise in Las Vegas auf, zog sich aber nach mehreren Schlaganfällen von der Bühne zurück.

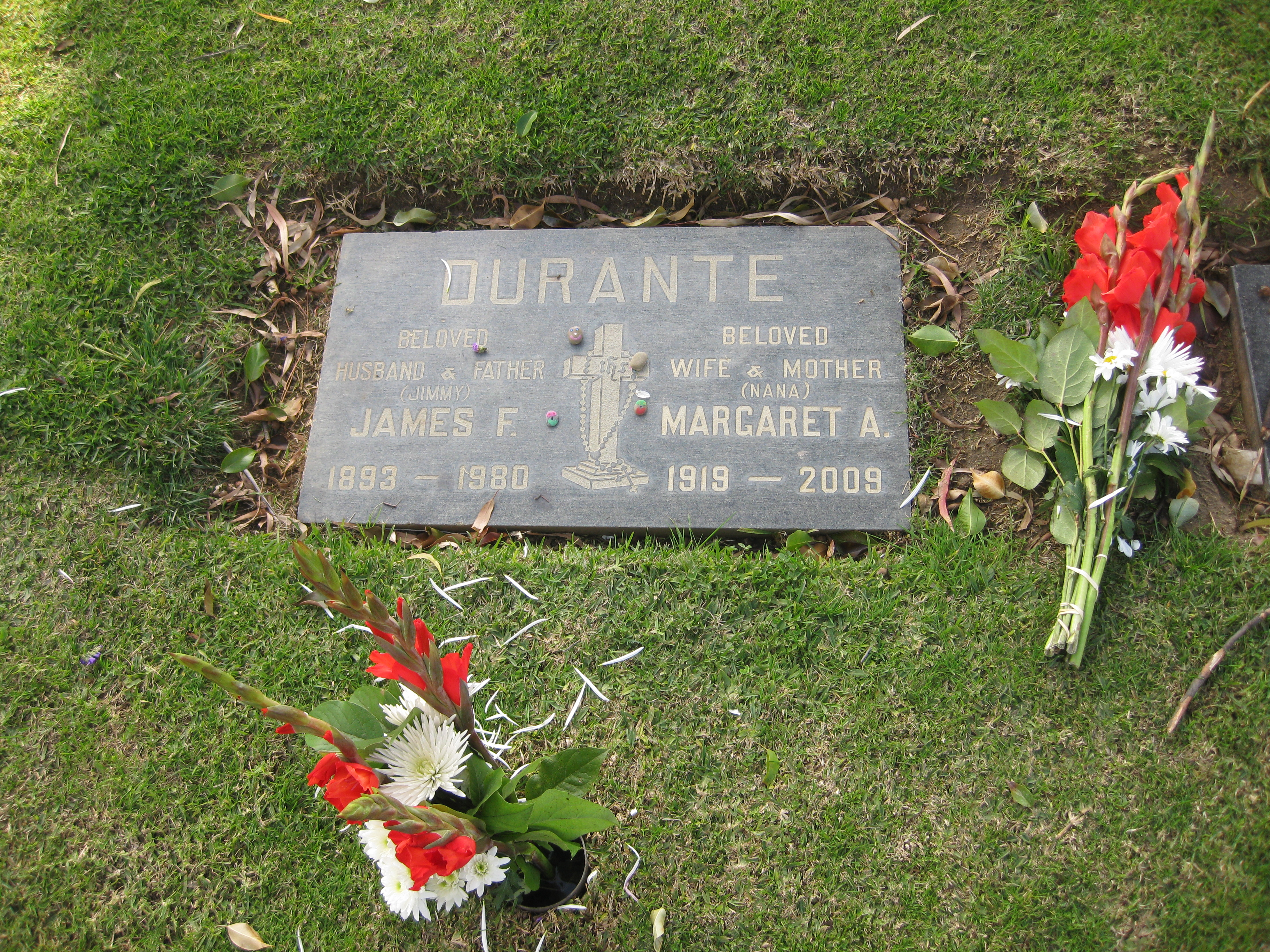
Durantes und Margie Littles Grab auf dem Holy Cross Cemetery

Durante war von 1921 bis zu ihrem Tod 1943 mit Jeanne Olsen verheiratet, danach von 1960 bis zu seinem Tod mit Margie Little. In seinen Radio-Shows verabschiedete er sich meist mit „Goodnight Mrs. Calabash, wherever you are“ („Gute Nacht Mrs. Calabash, wo immer Sie sind“), ein weiteres seiner Erkennungszeichen. Wahrscheinlich spielte er dabei auf seine erste Frau an, mit der er bis zu ihrem Tod in Calabasas in Kalifornien wohnte (nach anderer Meinung war es eine Bedienung, die er 1940 im kleinen Ort Calabash in South Carolina auf der Durchreise kennenlernte).
Jimmy Durante starb kurz vor seinem 87. Geburtstag an einer Lungenentzündung.

## Filmografie (Auswahl)
- 1931: Das Mädel von Havana (The Cuban Love Song)
- 1932: Wer andern keine Liebe gönnt (The Passionate Plumber)
- 1932: Der Theaterprofessor (Speak Easily)
- 1933: Die Hölle aus Stahl (Hell Below)
- 1933: Bier her! (What! No Beer?)
- 1934: Skandale 1935 (George White’s Scandals)
- 1935: Hollywood Party
- 1936: Das singende Land (Land Without Music)
- 1941: Schrecken der 2. Kompanie (You’re in the Army Now)
- 1942: Der Mann, der zum Essen kam (The Man Who Came to Dinner)
- 1944: Mein Schatz ist ein Matrose (Two Girls and a Sailor)
- 1944: Musik für Millionen (Music for Millions)
- 1946: Erfüllte Träume (Two Sisters from Boston)
- 1947: Ihre beiden Verehrer (It Happened in Brooklyn)
- 1947: Bezaubernde Lippen (This Time for Keeps)
- 1948: Auf einer Insel mit dir (On an Island with You)
- 1950: Der Weihnachtswunsch (The Great Rupert)
- 1961: Das Jüngste Gericht findet nicht statt (Il giudizio universale)
- 1962: Spiel mit mir (Billy Rose’s Jumbo)
- 1963: Eine total, total verrückte Welt (It’s a Mad Mad Mad Mad World)
- 1966: Alice Through the Looking Glass (Fernsehfilm)

## Diskografie (Auswahl)

### Alben
| Jahr | Titel                           | Höchstplatzierung, Gesamtwochen, AuszeichnungChartsChartplatzierungen (Jahr, Titel, Platzierungen, Wochen, Auszeichnungen, Anmerkungen) | Anmerkungen                |
| Jahr | Titel                           | US | Anmerkungen                |
| ---- | ------------------------------- | --- | -------------------------- |
| 1959 | At the Piano – In Person        | — | Erstveröffentlichung: 1959 |
| 1961 | Jimmy Durante at the Copacabana | — | Erstveröffentlichung: 1961 |
| 1963 | September Song                  | US30 (19 Wo.)US | Erstveröffentlichung: 1963 |
| 1964 | Hello Young Lovers              | — | Erstveröffentlichung: 1964 |
| 1964 | Jimmy Durante's Way of Life...  | — | Erstveröffentlichung: 1964 |
| 1966 | One of Those Songs              | — | Erstveröffentlichung: 1966 |
| 1967 | Songs for Sunday                | — | Erstveröffentlichung: 1967 |

### Singles
| Jahr | Titel Album          | Höchstplatzierung, Gesamtwochen, AuszeichnungChartplatzierungen (Jahr, Titel, Album, Platzierungen, Wochen, Auszeichnungen, Anmerkungen) | Höchstplatzierung, Gesamtwochen, AuszeichnungChartplatzierungen (Jahr, Titel, Album, Platzierungen, Wochen, Auszeichnungen, Anmerkungen) | Anmerkungen                |
| Jahr | Titel Album          | UK | US | Anmerkungen                |
| ---- | -------------------- | --- | --- | -------------------------- |
| 1963 | September Song       | — | US51 (8 Wo.)US | Erstveröffentlichung: 1963 |
| 1996 | Make Someone Happy – | UK69 (2 Wo.)UK | — | Erstveröffentlichung: 1996 |